# 东凤镇 (潮州市)
东凤镇，是中华人民共和国广东省潮州市潮安区下辖的一个乡镇级行政单位。

## 行政区划
东凤镇下辖以下地区：
东凤社区、东凤一村、东凤二村、东凤三村、东凤四村、肖洪村、横江村、大巷村、庄西陇村、新光村、天宁村、竹修村、大寮村、礼阳李村、礼阳陇尾村、沟美村、礼阳郑村、诗阳村、文路村、文路张村、博士村、昆江三村、昆江五村、下张村、沟边村、儒士村、黄厝尾村、龙甲村、堤边村、王厝陇村、陇仔村、内畔村、洋东村、下园村和仙桥村。

## 姓氏由來
陈姓， 始祖陈宏规（1144－1208年），字献可，南宋福建漳州龙溪县人，一称福建莆田县涵头市东埔村人。生于宋高宗绍兴十四年（1144），宋孝宗乾道二年（1166）中式进士。宋宁宗庆元元年（1195）以军器监丞出任潮州知军州事，择地海阳县南桂都围头汛(今潮安县东凤镇)落籍创居，更改乡名为“鳌头”。
姚姓， 始祖姚东夫公（字龙集），系福建莆田天明公八世孙姚作公之第四子，于宋孝宗（公元 1159 年间），从福建省兴化府莆田乡八角井脚迁至潮州市海阳县（今称潮安），创居于横江下姚社，即今之东凤镇横江村。